# Fidia cana
Fidia cana är en skalbaggsart som beskrevs av Horn 1892. Fidia cana ingår i släktet Fidia och familjen bladbaggar. Inga underarter finns listade i Catalogue of Life.